# NBAスキルチャレンジ
NBAスキルチャレンジ（正式にはタコベル・スキルチャレンジ）は、NBAが毎年2月に開催されるNBAオールスターゲームに先立って開かれるNBAオールスターウィークエンドの中で土曜日に行われるコンテストである。2003年から開催されている。パス、ドリブル（ボールハンドリング）、シューティングの技術を競う競技である。現行のコンテストでは、最初にレイアップショット、次に3つの障害物の間をドリブルで抜け、ネットに直接パスを投げ入れ、続いて、ゴール正面20フィートからジャンプショットを決め、次に、2つ以上の障害物の間をドリブルで抜け、味方チームの選手にパスを送る。 パスを受けたプレーヤーが同じことを繰り返す。すべての通過点を失敗なく終えるとタイム計測が止まり、その時間が記録となる。イーストチームで最短時間のチームとウェストチームで最短時間のチームが勝ち上がり、決勝戦を行う。2013年までは個人戦で行われていたが、2014年よりペアー戦となった。

## 歴代チャンピオン

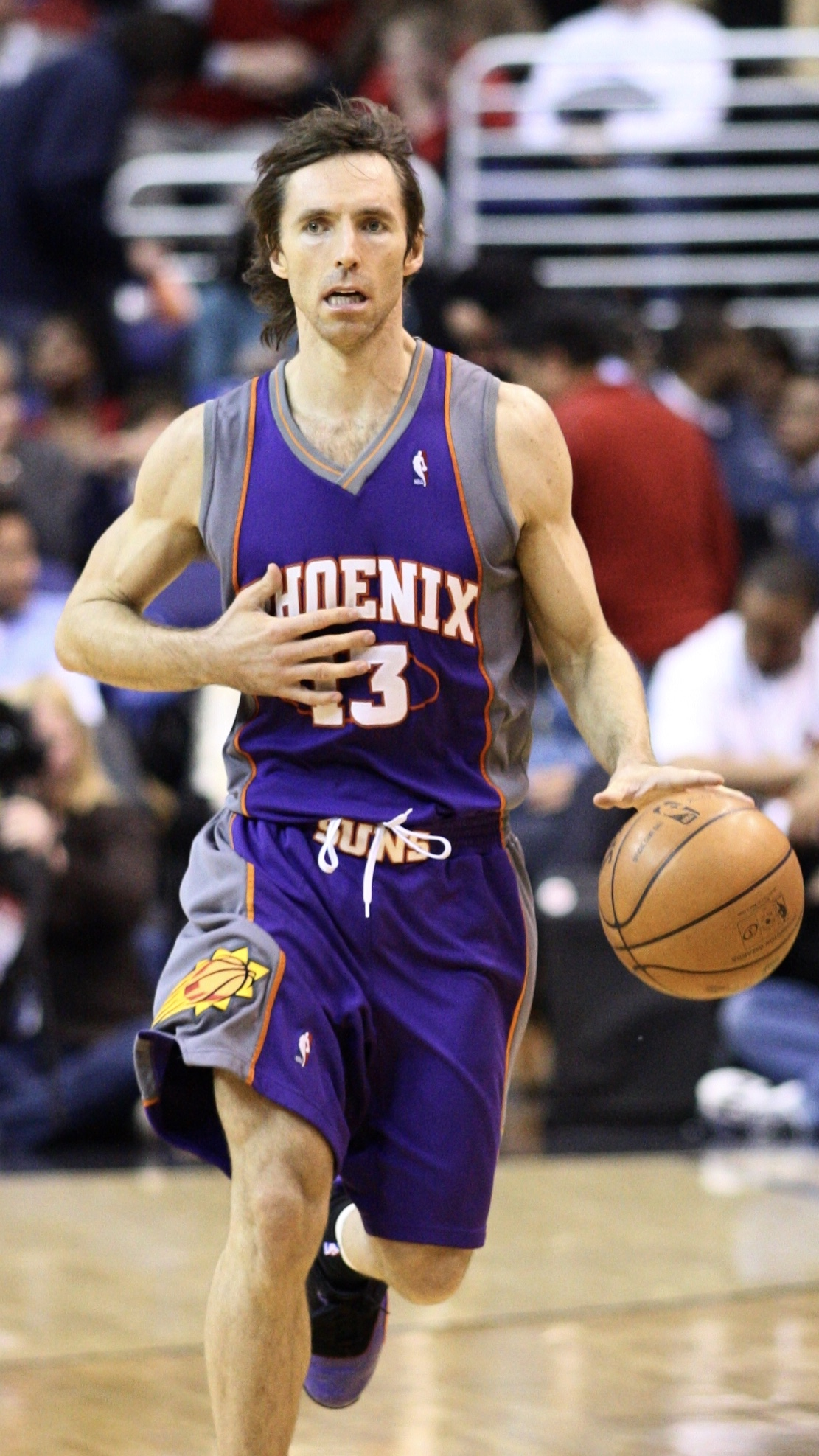
スティーブ・ナッシュ (2005, 2010)

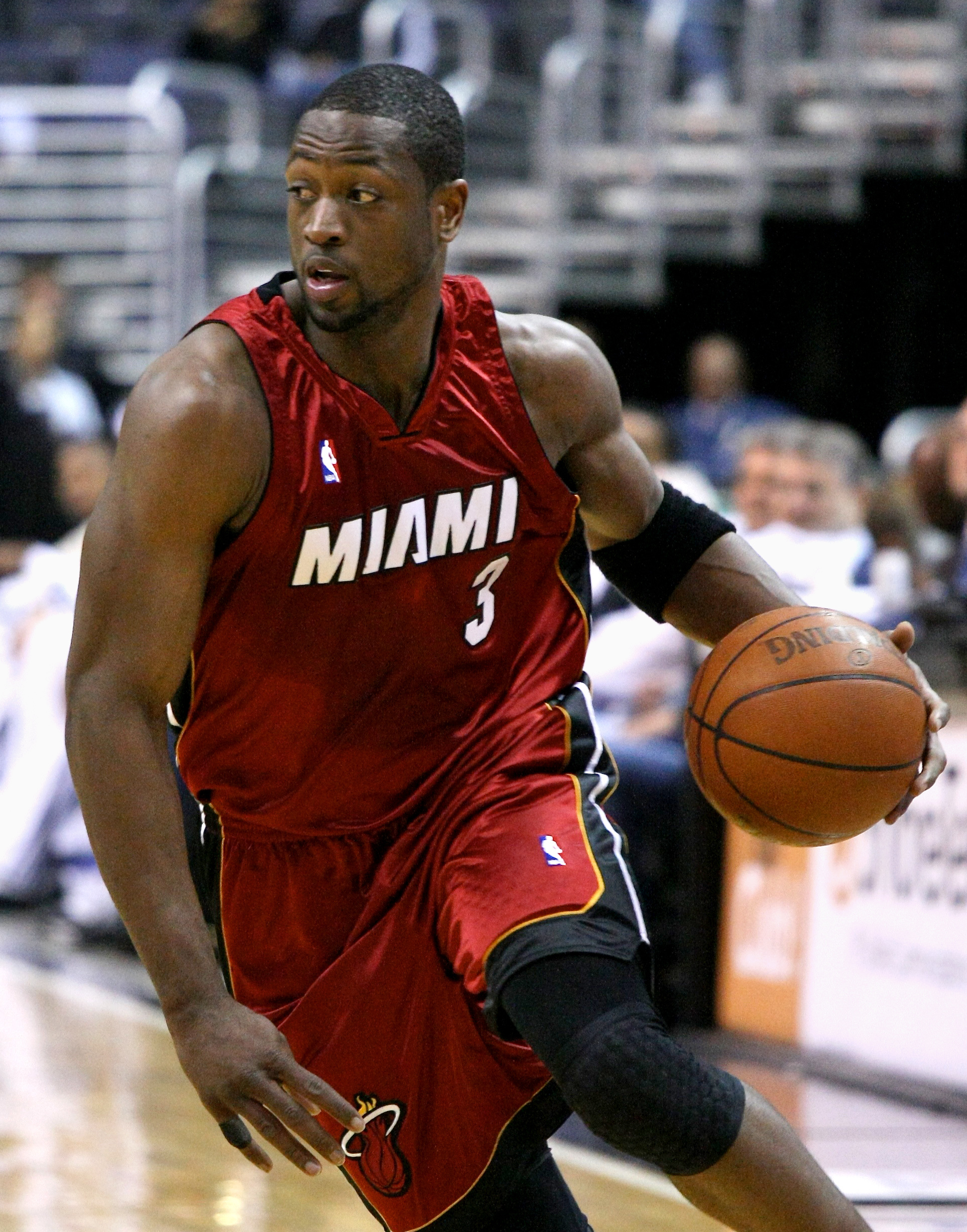
ドウェイン・ウェイド (2006, 2007)

| * | 殿堂入り |
| ^ | 現役選手 |

| 開催年 | 選手                          | チーム                                 | タイム (秒) |
| ------ | ----------------------------- | -------------------------------------- | ----------- |
| 2003   | ジェイソン・キッド*           | ニュージャージー・ネッツ               | 35.1        |
| 2004   | バロン・デイビス              | ニューオーリンズ・ホーネッツ           | 31.6        |
| 2005   | スティーブ・ナッシュ*         | フェニックス・サンズ                   | 25.8        |
| 2006   | ドウェイン・ウェイド          | マイアミ・ヒート                       | 26.1        |
| 2007   | ドウェイン・ウェイド (2)      | マイアミ・ヒート (2)                   | 26.4        |
| 2008   | デロン・ウィリアムズ          | ユタ・ジャズ                           | 25.5        |
| 2009   | デリック・ローズ^             | シカゴ・ブルズ                         | 35.3        |
| 2010   | スティーブ・ナッシュ* (2)     | フェニックス・サンズ (2)               | 29.9        |
| 2011   | ステフィン・カリー^           | ゴールデンステート・ウォリアーズ       | 28.2        |
| 2012   | トニー・パーカー              | サンアントニオ・スパーズ               | 32.8        |
| 2013   | デイミアン・リラード^         | ポートランド・トレイルブレイザーズ     | 29.8        |
| 2014   | デイミアン・リラード^ (2)     | ポートランド・トレイルブレイザーズ (2) | 45.2        |
| 2014   | トレイ・バーク^               | ユタ・ジャズ (2)                       | 45.2        |
| 2015   | パトリック・ベバリー^         | ヒューストン・ロケッツ                 | -           |
| 2016   | カール＝アンソニー・タウンズ^ | ミネソタ・ティンバーウルブズ           | -           |
| 2017   | クリスタプス・ポルジンギス^   | ニューヨーク・ニックス                 | -           |
| 2018   | スペンサー・ディンウィディー^ | ブルックリン・ネッツ (2)               | -           |
| 2019   | ジェイソン・テイタム^         | ボストン・セルティックス               | -           |
| 2020   | バム・アデバヨ^               | マイアミ・ヒート (3)                   | -           |
| 2021   | ドマンタス・サボニス^         | インディアナ・ペイサーズ               | -           |
| 2022   | ダリアス・ガーランド^         | クリーブランド・キャバリアーズ         |             |
| 2022   | エバン・モーブリー^           | クリーブランド・キャバリアーズ         |             |
| 2022   | ジャレット・アレン^           | クリーブランド・キャバリアーズ         |             |
| 2023   | コリン・セクストン^           | ユタ・ジャズ (3)                       |             |
| 2023   | ジョーダン・クラークソン^     | ユタ・ジャズ (3)                       |             |
| 2023   | ウォーカー・ケスラー^         | ユタ・ジャズ (3)                       |             |
| 2024   | タイリース・ハリバートン^     | インディアナ・ペイサーズ (2)           |             |
| 2024   | マイルズ・ターナー^           | インディアナ・ペイサーズ (2)           |             |
| 2024   | ベネディクト・マサリン^       | インディアナ・ペイサーズ (2)           |             |
| 2025   | ドノバン・ミッチェル^         | クリーブランド・キャバリアーズ (2)     |             |
| 2025   | エバン・モーブリー^ (2)       | クリーブランド・キャバリアーズ (2)     |             |

## 出場者
| プレーヤー(太字) | 優勝者   |
| プレーヤー(斜体) | 代替     |
| プレーヤー(#)    | 出場回数 |

| シーズン | プレーヤー |
| -------- | --- |
| 2003     | ジェイソン・キッド, ステフォン・マーブリー, トニー・パーカー, ゲイリー・ペイトン |
| 2004     | アール・ボイキンス, バロン・デイビス, デレック・フィッシャー, ステフォン・マーブリー (2) |
| 2005     | ギルバート・アリーナス, アール・ボイキンス (2), スティーブ・ナッシュ, ルーク・リドナー |
| 2006     | レブロン・ジェームズ, スティーブ・ナッシュ (2), クリス・ポール, ドウェイン・ウェイド |
| 2007     | コービー・ブライアント, レブロン・ジェームズ (2), クリス・ポール(2), ドウェイン・ウェイド (2) |
| 2008     | ジェイソン・キッド (2), クリス・ポール (3), ドウェイン・ウェイド (3), デロン・ウィリアムズ |
| 2009     | デビン・ハリス, ジャミーア・ネルソン[b], トニー・パーカー (2), デリック・ローズ, モー・ウィリアムズ |
| 2010     | ブランドン・ジェニングス, スティーブ・ナッシュ (3), デリック・ローズ[c], デロン・ウィリアムズ (2), ラッセル・ウェストブルック |
| 2011     | ステフィン・カリー, クリス・ポール (4), デリック・ローズ (2), ジョン・ウォール, ラッセル・ウェストブルック (2) |
| 2012     | ステフィン・カリー[d] (2), カイリー・アービング, トニー・パーカー (3), ラジョン・ロンド, ジョン・ウォール(2), ラッセル・ウェストブルック (3), デロン・ウィリアムス(3) |
| 2013     | ドリュー・ホリデー, ブランドン・ナイト, デイミアン・リラード, ジェレミー・リン, トニー・パーカー (4), ジェフ・ティーグ |
| 2014     | デマー・デローザン/ヤニス・アデトクンボ, マイケル・カーター＝ウィリアムズ/ビクター・オラディポ, レジー・ジャクソン/ゴラン・ドラギッチ, デイミアン・リラード(2)/トレイ・バーク[e] |
| 2015     | アイザイア・トーマス vs. ジョン・ウォール (3)[f], パトリック・ベバリー, マイケル・カーター＝ウィリアムズ (2)[g], ロバート・コビントン[g], エルフリッド・ペイトン vs. ジェフ・ティーグ (2) vs. トレイ・バーク (2) vs. ブランドン・ナイト (2), ジミー・バトラー[h], デニス・シュルーダー vs. カイル・ラウリー[i] |
| 2016     | ジョーダン・クラークソン vs. CJ・マッカラム, アイザイア・トーマス (2) vs. パトリック・ベバリー (2)[j], エマニュエル・ムディエイ vs ドレイモンド・グリーン vs. カール＝アンソニー・タウンズ, デマーカス・カズンズ vs. アンソニー・デイビス                                                                      |
| 2017     | ゴードン・ヘイワード vs. ジョン・ウォール (4), デビン・ブッカー vs. アイザイア・トーマス (3) vs. デマーカス・カズンズ (2) vs. クリスタプス・ポルジンギス, ジョエル・エンビード[k], ニコラ・ヨキッチ vs. アンソニー・デイビス (2)                                                                               |
| 2018     | アル・ホーフォード vs. ジョエル・エンビード (2), クリスタプス・ポルジンギス (2)[l], アンドレ・ドラモンド vs. ラウリ・マルカネン vs. スペンサー・ディンウィディー vs. ドノバン・ミッチェル, バディ・ヒールド, ジャマール・マレー vs. ルー・ウィリアムズ                                                         |
| 2019     | ニコラ・ヨキッチ (2) vs. ニコラ・ブーチェビッチ, マイク・コンリー vs. ジェイソン・テイタム vs. ディアロン・フォックス vs. トレイ・ヤング, ルカ・ドンチッチ vs. カイル・クーズマ |
| 2020     | スペンサー・ディンウィディー (2) vs. バム・アデバヨ, パトリック・ベバリー (3) vs. パスカル・シアカム vs. シェイ・ギルジャス＝アレクサンダー vs. クリス・ミドルトン, ジェイソン・テイタム (2) vs. ドマンタス・サボニス                                                                                          |
| 2021     | ドマンタス・サボニス (2) vs. ジュリアス・ランドル vs. ルカ・ドンチッチ vs. ニコラ・ブーチェビッチ vs. ロバート・コビントン vs. クリス・ポール (5)) |
| 2022     | キャブス (ダリアス・ガーランド, エバン・モーブリー, ジャレット・アレン) vs. アデトクンボ (ヤニス (2), タナシス, アレックス) vs. ルーキー (スコッティ・バーンズ, ケイド・カニングハム, ジョシュ・ギディー) |
| 2023     | ジャズ (ジョーダン・クラークソン, コリン・セクストン, ウォーカー・ケスラー) vs. アデトクンボ (ヤニス (3), タナシス (2), アレックス (2), ドリュー・ホリデー) vs. ルーキー (パオロ・バンケロ, ジェイデン・アイビー, ジャバリ・スミス・ジュニア)                                                                  |
| 2024     | ペイサーズ (タイリース・ハリバートン, マイルズ・ターナー, ベネディクト・マサリン) vs. ドラフト全体1位 (ビクター・ウェンバンヤマ, アンソニー・エドワーズ, パオロ・バンケロ) vs. オールスター (トレイ・ヤング (2), スコッティ・バーンズ (2), タイリース・マクシー)                                               |
| 2025     | キャブス (ドノバン・ミッチェル (2), エバン・モーブリー (2) ) vs. ウォリアーズ (ドレイモンド・グリーン (2), モーゼス・ムーディー) vs. ルーキー (ザカリー・リザシェイ, アレクサンドル・サー) vs. スパーズ (クリス・ポール (6), ビクター・ウェンバンヤマ)                                                         |

- a  歴代最速タイム[1]
- b  ジャミーア・ネルソンが怪我のためモー・ウィリアムズが代替として選出
- c  デリック・ローズが怪我のためラッセル・ウェストブルックが代替として選出
- d  ステフィン・カリーが怪我のためラジョン・ロンドが代替として選出
- e  2014年から2人のプレーヤーからなる4チームが、2ラウンドのリレー方式に刷新された
- f  ジョン・ウォールが怪我のためパトリック・ベバリーが代替として選出
- g  マイケル・カーター＝ウィリアムズが怪我のためロバート・コビントンが代替として選出。また、コビントンの交代としてエルフリッド・ペイトンが選出
- h  ジミー・バトラーが肩の怪我のためデニス・シュルーダーが代替として選出
- i  2015年から8人のプレーヤーによるトーナメント方式に刷新された。
- j  パトリック・ベバリーが足首の怪我のためエマニュエル・ムディエイが代替として選出
- k  ジョエル・エンビードが膝の怪我のためニコラ・ヨキッチが代替として選出
- l  クリスタプス・ポルジンギスがACL損傷のためアンドレ・ドラモンドが代替として選出

## 脚註
1. ↑  NBA.com "Deron Williams to defend his Skills Challenge Record, 2010 All Star" Archived February 10, 2010, at the Wayback Machine.